# Portschach Challenger
Il Portschach Challenger è stato un torneo professionistico di tennis giocato su campi in terra rossa. Faceva parte dell'ATP Challenger Series. Si è giocata una sola edizione, a Portschach in Austria.

## Albo d'oro

### Singolare
| Anno | Campione              | Finalista             | Punteggio |
| ---- | --------------------- | --------------------- | --------- |
| 1997 | Christophe Van Garsse | Jean-Baptiste Perlant | 7–5, 6–1  |

### Doppio
| Anno | Campioni                     | Finalisti                    | Punteggio |
| ---- | ---------------------------- | ---------------------------- | --------- |
| 1997 | Jaymon Crabb Mikael Stadling | Dejan Petrović Grant Silcock | 7–5, 6–3  |